# Astragalus spruneri
Astragalus spruneri är en ärtväxtart som beskrevs av Pierre Edmond Boissier. Astragalus spruneri ingår i släktet vedlar, och familjen ärtväxter. Inga underarter finns listade i Catalogue of Life.